# Wereldkampioenschap matchplay 2009
Het 45ste Wereldkampioenschap Matchplay (officieel: Volvo World Match Play Championship) werd van 29 oktober tot 1 november 2009 op de Finca El Cortesin Club de Golf gespeeld. Het toernooi maakt deel uit van de Europese PGA Tour. De winnaar Ross Fisher verdiende 750.000 euro.

## Kwalificatie
De zestien beste professionele golfers doen mee:
- De winnaar van het laatste kampioenschap, 7-voudig winnaar van dit toernooi Ernie Els, hij wordt vervangen door Rory McIlroy.
- De winnaar van het Volvo China Open, Scott Strange
- De beste Europese speler volgens de wereldranglijst op 17 augustus, Paul Casey (winnaar in 2006);
- De beste speler uit Afrika of het Midden-Oosten volgens de wereldranglijst op 17 augustus, Retief Goosen;
- De beste speler uit Noord-Amerika volgens de wereldranglijst op 17 augustus, Anthony Kim;
- De beste speler uit Zuid-Amerika volgens de wereldranglijst op 17 augustus, Camilo Villegas;
- De beste speler uit Azië (China, Japan, Korea, Inia en ZO Azië) volgens de wereldranglijst op 17 augustus, Jeev Milkha Singh;
- De beste speler uit Australasië (Australië, Nieuw-Zeeland en Fiji) volgens de wereldranglijst op 17 augustus, Robert Allenby;
- De top vier spelers van de wereldranglijst op 28 september, als ze nog niet geplaatst zijn Henrik Stenson, Sergio Garcia, Lee Westwood (winnaar in 2000) en Martin Kaymer;
- De top vier spelers van de Race To Dubai volgens de wereldranglijst op 5 oktober, Ross Fisher, Ángel Cabrera, Simon Dyson en Oliver Wilson.

## Formule
In 2009 is een nieuwe formule in gebruik genomen. De zestien spelers worden in groepen van vier verdeeld, en uit iedere groep komt een winnaar tevoorschijn die in de finale zal spelen. 

Hoewel de naam van het toernooi suggereert dat het matchplay is, klopt dat niet helemaal. Het is een variant van matchplay, de Round Robin formule, waarbij alle achttien holes gespeeld moeten worden, ook als men eerder al gewonnen heeft. Als na het spelen van drie rondes twee of meer spelers in de poule evenveel punten hebben, heeft de speler met de meest gewonnen holes de poule gewonnen. Zie poule A, waarbij drie spelers 4 punten hebben. Kim heeft 3 holes meer gewonnen dan Strange, en gaat dus door naar de finale.

## Donderdag 29 oktober

#### 's Ochtends
Ronde 1, groep A
1. Scott Strange wint van Paul Casey
2. Anthony Kim wint van Retief Goosen

Ronde 1, groep B
1. Sergio Garcia wint van Oliver Wilson
2. Robert Allenby wint van Martin Kaymer

#### 's Middags
Ronde 1, groep C
1. Henrik Stenson wint van Simon Dyson
2. Angel Cabrera wint van Rory McIlroy

Ronde 1, groep D
1. Jeev Milkha Singh wint van Lee Westwood
2. Ross Fisher wint van Camilo Villegas

Ronde 2, groep A
1. Anthony Kim wint van Paul Casey
2. Retief Goosen wint van Scott Strange

Ronde 2, groep B
1. Robert Allenby en Sergio Garcia eindigen A/S
2. Oliver Wilson wint van Martin Kaymer

## Vrijdag 30 oktober

#### 's Ochtends
Ronde 2, groep C
1. Henrik Stenson wint van Angel Cabrera
2. Simon Dyson wint van Rory McIlroy

Ronde 2, groep D
1. Lee Westwood wint van Ross Fisher
2. Jeev Milkha Singh wint van Camilo Villegas

#### 's Middags
Ronde 3, groep A
1. Retief Goosen wint van Paul Casey
2. Scott Strange wint van Anthony Kim

Ronde 3, groep B
1. Sergio Garcia wint van Martin Kaymer
2. Robert Allenby wint van Oliver Wilson

Ronde 3, groep C
1. Rory McIlroy wint van Henrik Stenson
2. Angel Cabrera wint van Simon Dyson

Ronde 3, groep D
1. Lee Westwood en Camilo Villegas eindigen A/S
2. Ross Fisher wint van Jeev Milkha Singh

## Zaterdag 31 oktober
Zaterdag spelen de winnaars van de vier groepen de halve finale. Kim wint met 5/4 van Allenby. Cabrera en Fisher staan na 18 holes gelijk en moeten een sudden death spelen. Hiervoor is de 18de hole 3x overgespeeld. Op de 39ste hole geeft Cabrera zich gewonnen, hij heeft vanuit de bunker zijn tweede slag over de green geslagen terwijl Fisher met twee slagen op vier meter van de hole ligt.

#### Halve Finale
1. Anthony Kim wint van Robert Allenby
2. Angel Cabrera en Ross Fisher eindigen A/S, waarna de sudden death na 39 holes door Fisher gewonnen wordt.

## Zondag 1 november
De verliezers van de halve finale, Robert Allenby en Angel Cabrera, spelen 18 holes om de 3de en 4de plaats. De winnaars, Anthony Kim en Ross Fisher, spelen 36 holes om de 1ste en 2de plaats.

#### Finale
De finale wordt gespeeld door 4 spelers, de eerste twee spelen om de 3de en 4de plaats, de laatste twee om de eerste en tweede plaats:
1. Robert Allenby verslaat Angel Cabrera pas in de play-off. Allenby eindigt op de 3de plaats, Cabrera op de 4de plaats.
2. Ross Fisher wint van Anthony Kim met 4/3, na 33 holes is de partij tot een einde gekomen. Fisher behaalt hiermee zijn eerste overwinning van 2009, Kim eindigt op de 2de plaats.

## Punten
Per gewonnen partij krijgt de winnende speler 2 punten. Als de stand na 18 holes gelijk is ( A/S = All square ), krijgen beide spelers 1 punt.

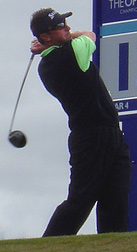
Robert Allenby

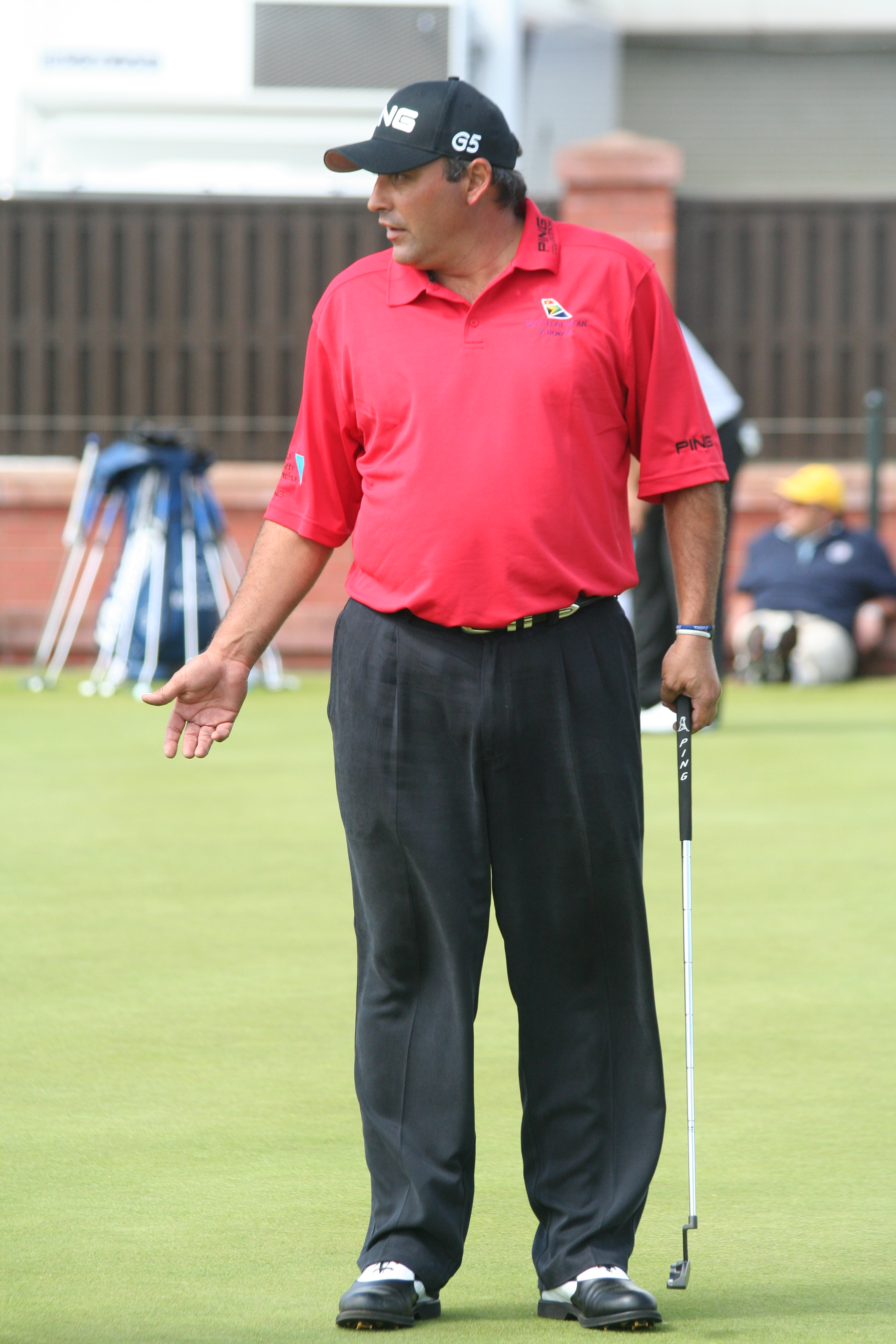
Angel Cabrera

| Speler            | Ronde 1 Score        | Punt    | Ronde 2 Score         | Punt    | Totaal  | Ronde 3 Score        | Punt    | Totaal  |
| Groep A           | Groep A              | Groep A | Groep A               | Groep A | Groep A | Groep A              | Groep A | Groep A |
| ----------------- | -------------------- | ------- | --------------------- | ------- | ------- | -------------------- | ------- | ------- |
| Paul Casey        | verliest van Strange | 0       | verliest van Kim      | 0       | 0       | verliest van Goosen  | 0       | 0       |
| Retief Goosen     | verliest van Kim     | 0       | 1up                   | 2       | 2       | 1up                  | 2       | 4       |
| Anthony Kim       | 4up                  | 2       | 3up                   | 2       | 4       | verliest van Strange | 0       | 4       |
| Scott Strange     | 1up                  | 2       | verliest van Goosen   | 0       | 2       | 3up                  | 2       | 4       |
| Groep B           |                      |         |                       |         |         |                      |         |         |
| Robert Allenby    | 1up                  | 2       | A/S                   | 1       | 3       | 2 up                 | 2       | 5       |
| Sergio Garcia     | verliest van Wilson  | 0       | A/S                   | 1       | 1       | 4up                  | 2       | 3       |
| Martin Kaymer     | verliest van Allenby | 0       | verliest van Wilson   | 0       | 0       | verliest van Garcia  | 0       | 0       |
| Oliver Wilson     | 1up                  | 2       | 1up                   | 2       | 4       | verliest van Allenby | 0       | 4       |
| Groep C           |                      |         |                       |         |         |                      |         |         |
| Angel Cabrera     | 5up                  | 2       | verliest van Stenson  | 0       | 2       | 7up                  | 2       | 4       |
| Simon Dyson       | 3up                  | 2       | verliest van McIlroy  | 0       | 2       | verliest van Cabrera | 0       | 2       |
| Rory McIlroy      | verliest van Cabrera | 0       | 2up                   | 2       | 2       | 4up                  | 2       | 4       |
| Henrik Stenson    | verliest van Dyson   | 0       | 2up                   | 2       | 2       | verleist van McIlroy | 0       | 2       |
| Groep D           |                      |         |                       |         |         |                      |         |         |
| Ross Fisher       | 2up                  | 2       | verliest van Westwood | 0       | 2       | 1up                  | 2       | 4       |
| Jeev Milkha Singh | 5up                  | 2       | verliest van Vilegas  | 0       | 2       | verliest van Fisher  | 0       | 2       |
| Camilo Vilegas    | verliest van Fisher  | 0       | 3up                   | 2       | 2       | A/S                  | 1       | 3       |
| Lee Westwood      | verliest van Singh   | 0       | 2up                   | 2       | 2       | A/S                  | 1       | 3       |

## Trivia
- Paul Casey heeft enkele maanden geleden drie ribben gebroken. Dit is zijn eerste toernooi sindsdien.